# オディオス
オディオス（古代ギリシア語: Ὀδίος, Odios, 英: Odius）は、ギリシア神話の人物である。主にトロイア戦争の戦士で、
- ハリゾネス人の武将
- ギリシア人の武将

の2人が知られている。以下に説明する。

## メーキステウスの子
この人物はアリュベーの王メーキステウスの息子で、エピストロポスと兄弟。一説によるとミヌオスの息子。エピストロポスとともにハリゾネス人を率い、トロイアを救援して戦った。ホメーロスはオディオスを巨漢の戦士として語っている。『イーリアス』第5巻によると戦の神アレースはトロイア人の味方をしていたが、女神アテーナーがアレースを戦場から連れ出すとトロイア軍はギリシア軍の攻撃に動揺し浮足立った。このときオディオスはいち早く戦車を駆って戦場からの離脱を試みたが、ミュケーナイの王でギリシア軍の総司令官であったアガメムノーンに後方から槍で刺し貫かれて絶命した。

## ギリシア人の武将
この人物はトロイア戦争におけるギリシア軍の武将である。アガメムノーンがアキレウスに和解を申し入れる使者を派遣した際に、老将ポイニクス、大アイアース、知将オデュッセウスに続いて、伝令使としてエウリュバテースとともに使者の一団に加えられた。